# Ngang (przełęcz)
Przełęcz Ngang (wiet. Đèo Ngang) – górska przełęcz w Wietnamie na granicy prowincji Quảng Bình i Hà Tĩnh w Regionie Wybrzeża Północno-Środkowego (wiet. Bắc Trung Bộ). Przełęcz Ngang jest położona na drodze 1A, głównej drodze biegnącej wzdłuż wybrzeża Wietnamu, przecinającej w tym miejscu góry Hoành Sơn, boczne pasmo gór Annamskich.
Z przełęczy widać otaczające góry piaszczyste plaże, zalesione zbocza, a dalej pola uprawne. Na szczycie znajduje się zbudowana przez dynastię Nguyễn brama kontrolująca ruch przez przełęcz. Dawniej przełęcz była znana jako wietrzna i stroma przeszkoda. Obecnie przejazd ułatwia tunel omijający przełęcz. Stroma, kręta droga została zachowana jedynie jako trasa widokowa dla turystów. Przełęcz Ngang została opisana w literaturze wietnamskiej w słynnym poemacie napisanym przez dziewiętnastowieczną poetkę Bà Huyện Thanh Quan.